# Виловатая (приток Вялы)
Виловатая — река в Мурманской области России. Протекает по территории Терского района. Правый приток Вялы.
Длина реки составляет 11 км. Площадь бассейна 48 км². Скорость течения 0,3 м/с.
Берёт начало в озере Мелкая Ламбина на высоте м над уровнем моря. Протекает по лесной, местами болотистой местности. Порожиста. Проходит через озёра: Верхнее Виловатое и Нижнее Виловатое. Впадает в Вялу справа в 31 км от устья на высоте 80,5 м над уровнем моря. Населённых пунктов на реке нет.

## Данные водного реестра
По данным государственного водного реестра России относится к Баренцево-Беломорскому бассейновому округу, водохозяйственный участок реки — реки бассейна Белого моря от западной границы бассейна реки Йоканга (мыс Святой Нос) до восточной границы бассейна реки Нива, без реки Поной. Речной бассейн реки — бассейны рек Кольского полуострова и Карелии.
Код объекта в государственном водном реестре — 02020000212101000008933.